# Еел
Тепловоз Еел (еквівалентний паровозу Е, з електричною передачею) — радянський серійній вантажний тепловоз з електропередачею постійного струму та регулюванням каскадною схемою Варда Леонардо в модифікації швейцарського інженера-електротехніка Бовері.

## Історія
Для зміни тяги на радянських залізницях з паровозної на тепловозну, за результатами експлуатації перших тепловозів було вирішено покласти в основу серії локомотивів зразок тепловозу ЕЕЛ2 побудованого в кінці 1924 на замовлення Російської залізничної місії в Німеччині, який був рівний потужністю паровозу Е і мав електричну передачу постійного струму.
Після виготовлення та випробування двох прототипів (ЕЕЛ 5 в Німеччині і ЕЕЛ9 в СРСР), 1932 був зібраний перший вдосконалений тепловоз, серійне виробництво якого почалося з 1934 на Коломенському заводі.
До зняття з виробництва було побудовано, разом з дослідними зразками, 46 тепловозів серії Еел, які, після попередніх випробувань і експериментальних поїздок Московсько-Казанською залізницею, направлялися в Ашхабад. Рішення використовувати тепловози в Середній Азії було викликано відсутністю там придатної для заправки паровозних котлів води і доступністю рідкого дизельного палива. У процесі експлуатації було виявлено низку технічних недоліків, в зв'язку з чим конструкція елементів тепловоза постійно допрацьовувалася.
Оскільки народний комісаріат шляхів сполучення за особистим розпорядженням Кагановича з 1937 відмовився від прийому тепловозів в експлуатацію, 18 машин, випущених в 1937—1941, були обладнані для застосування як пересувні дизель-електростанції.
1948 Всесоюзний науково-дослідний інститут залізничного транспорту розробив проект модернізації окремих вузлів Еел, що дозволило продовжити термін їхньої служби.
Локомотиви, при правильній організації технічного обслуговування, показали надійність і відповідність технічним вимогам свого часу.
Останні тепловози серії Еел, що використовувалися для потягової роботи, були виведені з парку Ашхабадської залізниці в середині 1960-их.